# Halictus tectus
Halictus tectus là một loài Hymenoptera trong họ Halictidae. Loài này được Radoszkowski mô tả khoa học năm 1875.